# 은하호
은하호(銀河號)는 1974년까지 운행한 경부선 침대특급열차의 이름이다. 열차 운행 개선을 위해 1968년에 철도청 차장과 열차자매결연을 맺은 적이 있다.

## 역사
- 일자 불명 : 운행 개시
- 1974년 8월 15일 : 통일호로 통합되며 폐지[2]